# Trichoblatta sericea
Trichoblatta sericea är en kackerlacksart som först beskrevs av Henri Saussure 1863.  Trichoblatta sericea ingår i släktet Trichoblatta och familjen jättekackerlackor. Inga underarter finns listade i Catalogue of Life.